# アルプス・ヒマラヤ造山帯

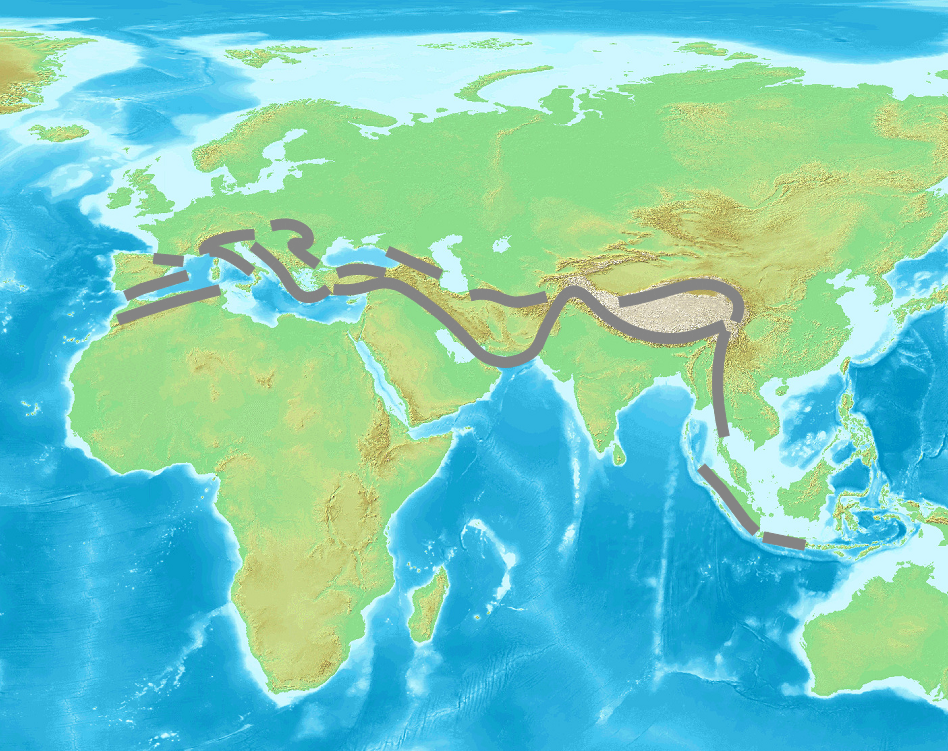
アルプス・ヒマラヤ造山帯

アルプス・ヒマラヤ造山帯（アルプス・ヒマラヤぞうざんたい、英: Alpine-Himalayan orogenic belt）は、地球の造山帯のひとつ。アルプス山脈からヒマラヤ山脈を通り、インドシナ半島まで東西に延びている。現在も活発に活動している造山帯・地震帯。

## 造山帯の形成と特徴
中生代後期から新生代前期にかけて活発に活動し形成されたと考えられている新期造山帯。アフリカ大陸とユーラシア大陸の衝突はアルプス造山運動、インド亜大陸とユーラシア大陸の衝突はヒマラヤ造山運動とそれぞれ呼ばれている。同時期にこのほか、アラビア楯状地もユーラシア大陸に衝突した。いずれの造山運動においても、プレートが激しく衝突して一部は破砕し、隆起して褶曲山脈が形成された。
いずれの衝突地域においても、北側が隆起して山脈や高原となり、南側がやや沈降して平原や浅い海となっている。ペルシャ湾やアラビア半島北東部（イラク～オマーン）は、ザグロス山脈の隆起に伴って緩やかに沈降して、低地や海となった地域である。インドのヒンドスタン平原は、ヒマラヤ山脈の隆起に対してそのままの形を保ち、相対的に低地となった地域である。
アルプス・ヒマラヤ造山帯は環太平洋火山帯とともに、世界の2大造山帯ともいわれている。環太平洋火山帯は火山を伴った活動が見られるのに対して、アルプス・ヒマラヤ造山帯は火山が少なく褶曲が多いのが特徴である。イタリア南部や西アジアには、ヴェスヴィオ山、エトナ山、エルブルス山、アララト山、ダマーヴァンド山といった火山が点在しているが、活動が活発な火山は少ない。

## 範囲
アフリカ大陸北部、ヨーロッパ南部から西アジア、中央アジア南部、南アジア北部、東南アジア西部にまで続く。スマトラ島沖のスンダ海溝付近がちょうど環太平洋造山帯との境界に当たる。
アルプス・ヒマラヤ造山帯に属する地形は以下のとおり。
- アトラス山脈
- ピレネー山脈・イベリア半島
- アルプス山脈・イタリア半島
- バルカン半島
  - カルパティア山脈・トランシルヴァニアアルプス山脈
  - ディナルアルプス山脈
  - ピンドス山脈
  - エーゲ海諸島
- 地中海諸島
  - バレアレス諸島
  - コルス・サルデーニャ
  - シチリア・マルタ
  - キプロス
- アナトリア半島
  - ポントス山脈
  - トロス山脈
- クリミア半島
- カフカース山脈
- ザグロス山脈
- イラン高原
- アルボルズ山脈
- ヒンドゥークシュ山脈
- パミール高原
- カラコルム山脈
- ヒマラヤ山脈
- チベット高原
- 崑崙山脈
- 横断山脈
- パトカイ山脈・アラカン山脈
- シャン高原・ドーナ山脈
- マレー半島
- ココ諸島・アンダマン諸島・ニコバル諸島